# Linienie

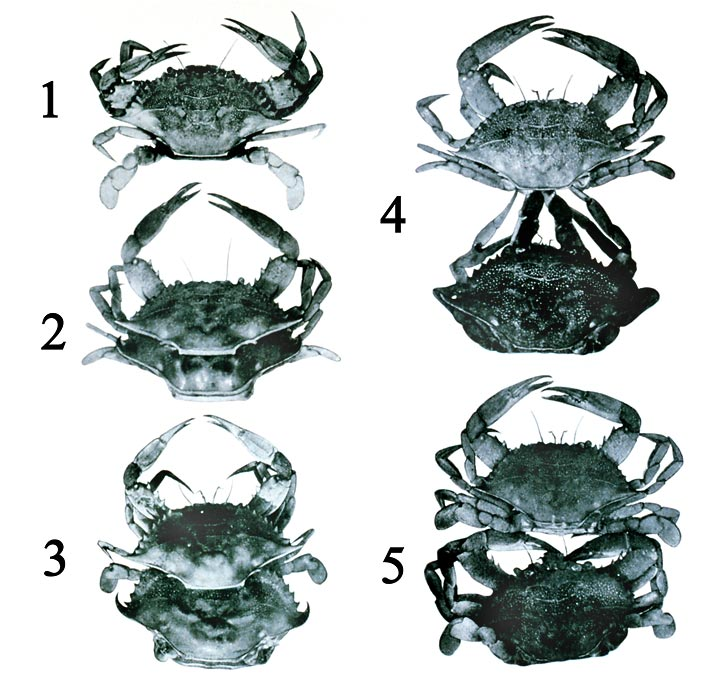
Proces linienia kraba z gatunku Callinectes sapidus

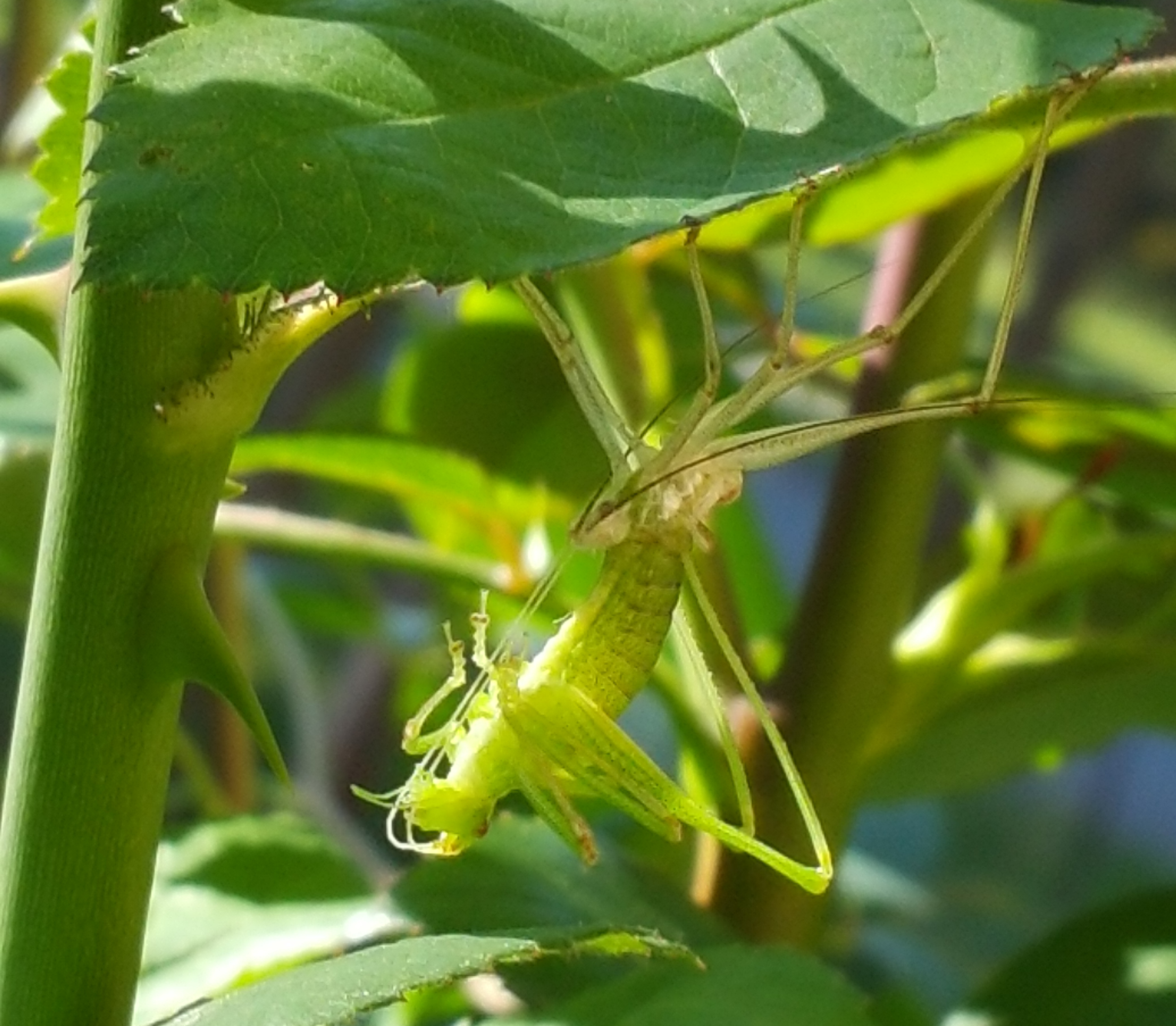
Liniejący pasikonik

Animacja pokazująca proces linienia cykady z rodzaju Tibicen

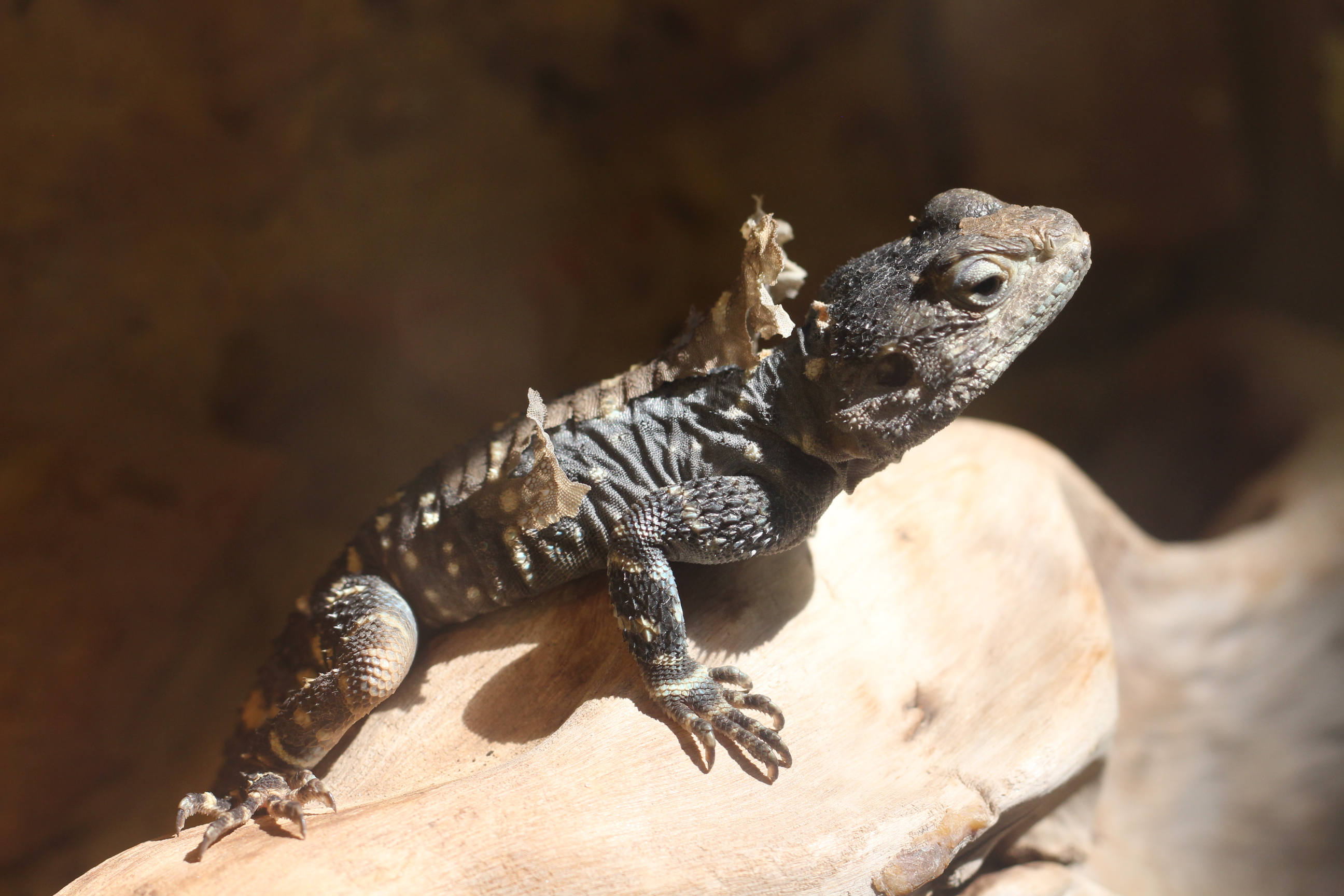
Liniejąca agama Hardun

Linienie, linka (łac. ecdysis) – proces okresowego zrzucania zewnętrznych warstw ciała – naskórka, oskórka, pancerza, piór lub włosów – u niektórych zwierząt.

## Stawonogi
U stawonogów linienie polega na odrzuceniu pozostałości zewnętrznej, twardej powłoki ciała, nazywanej wylinką. W okresach po zrzuceniu zewnętrznego szkieletu i przed stwardnieniem nowego następuje bardzo wydatne powiększenie rozmiarów ciała, uwarunkowane regulacją hormonalną. Hormony juwenilne regulują linienie. Przeobrażenie następuje za sprawą ekdyzonu. 
W wyniku linienia owadów schodzi całkowicie zewnętrzna powłoka ciała oraz wyściółka jelita przedniego i tylnego, tchawek i narządów tympanalnych.

## Płazy i gady
U płazów i gadów linienie polega na zrzucaniu zewnętrznej warstwy naskórka. Może zachodzić kilka razy w roku. Jest regulowane przez hormony przysadki, tarczycy i kory nadnerczy. Wiąże się ze wzrostem organizmu oraz ma znaczenie jako wymiana zniszczonego pokrycia skóry. Wylinka schodzi płatami, a pochewki węży w całości.

## Ptaki
U ptaków linienie nazywane jest pierzeniem. Nazewnictwo związane ze zmianą upierzenia:
- pierzenie całkowite – obejmuje całe upierzenie wraz ze wszystkimi lotkami i sterówkami,
- pierzenie częściowe – bez lotek i sterówek, wymieniane są pióra okrywowe i części pokryw skrzydłowych, czasem lotek 3. rzędu oraz 1-2 wewnętrznych lotek 2. rzędu, lub tylko niektórych partii głowy czy ciała,
- ścieranie piór – na ogólny widok ptaka może wpływać w różnym stopniu, jednak bywa, że wystarczy do powstania szaty godowej bez pierzenia (np. u wróblowatych),
- pierzowisko – miejsce pierzenia.

## Ssaki
W klimacie umiarkowanym lub chłodnym ssaki linieją zwykle 2 razy do roku, wiosną i jesienią. Ich okresowe, sezonowe linienie, polegające na zmianie okrywy włosowej (sierści), ma związek z dostosowaniem ciepłoty ciała do panujących temperatur. Zrogowaciała cebulka włosowa oddziela się od brodawki włosowej, a stary włos zostaje wypchnięty przez powstający w jego poprzednim miejscu nowy włos. Linienie ssaków może być również związane z rozrodem. Proces linienia zależny jest od wpływu światła i temperatury. Jest sterowany hormonalnie przez przysadkę mózgową i tarczycę.